# Grande Mosquée de Constanța
 (octobre 2021).
La Grande Mosquée de Constanța (en roumain : Marea Moschee din Constanța), à l'origine connue sous le nom de mosquée Carol Ier (en roumain : Moscheea Carol I), est une mosquée située à Constanța, en Roumanie. Elle est classée monument historique par l'Institut national roumain des monuments historiques .
La mosquée est appelée par la communauté islamique de Constanța la mosquée du Roi (en roumain : Geamia Regelui, en turc : Kral camisi).

## Histoire
La Grande Mosquée de Constanța a été commandée en 1910 par le roi roumain Carol Ier. La construction a commencé le 24 juin 1910 avec la pose de la première pierre angulaire en présence de Spiru Haret, ministre des Affaires religieuses ; Sefa Bey, ambassadrice ottomane contemporaine à Bucarest ; et le consul ottoman à Constanța . Le projet a été financé par le gouvernement roumain et l'entrepreneur Ion Neculcea, et la construction s'est achevée en 1912 .
La Grande Mosquée de Constanța se dresse sur le site de l'ancienne mosquée Mahmudia (Geamia Mahmudia), construite en 1822 par Hafız Hüsseyin Pacha et nommée d'après le sultan ottoman Mahmud II. La mosquée a été officiellement inaugurée par Carol Ier le 31 mai 1913 . Au cours de la cérémonie, le sultan Mehmed V a décerné l'Ordre du Médjidié à l'architecte en chef Victor Ștefănescu. Le roi Carol Ier a également récompensé Ștefănescu avec une montre .

## Architecture
La mosquée a été construite dans les styles néo-égyptien et néo-byzantin avec des éléments d'architecture néo-romane. Son concepteur, George Constantinescu, a modelé la mosquée d'après la mosquée de Konya en Anatolie (Turquie) . Victor Ștefănescu a été l'architecte en chef du projet. Les entrepreneurs ont utilisé des matériaux en brique et en pierre pour la mosquée proprement dite, et du béton armé pour le dôme et le minaret. La mosquée a été la première structure en Roumanie à être construite en béton armé ,. Le portail principal a été construit en pierre de Dobroudja, tandis que la porte en dessous a été construite en marbre noir incrusté de bronze. Les colonnes intérieures ont été construites en marbre de Câmpulung .
Le minaret a été construit dans un style néo-mauresque et a une hauteur de 47 mètres. Le dôme a une hauteur de 25 mètres et un diamètre de 8 mètres .

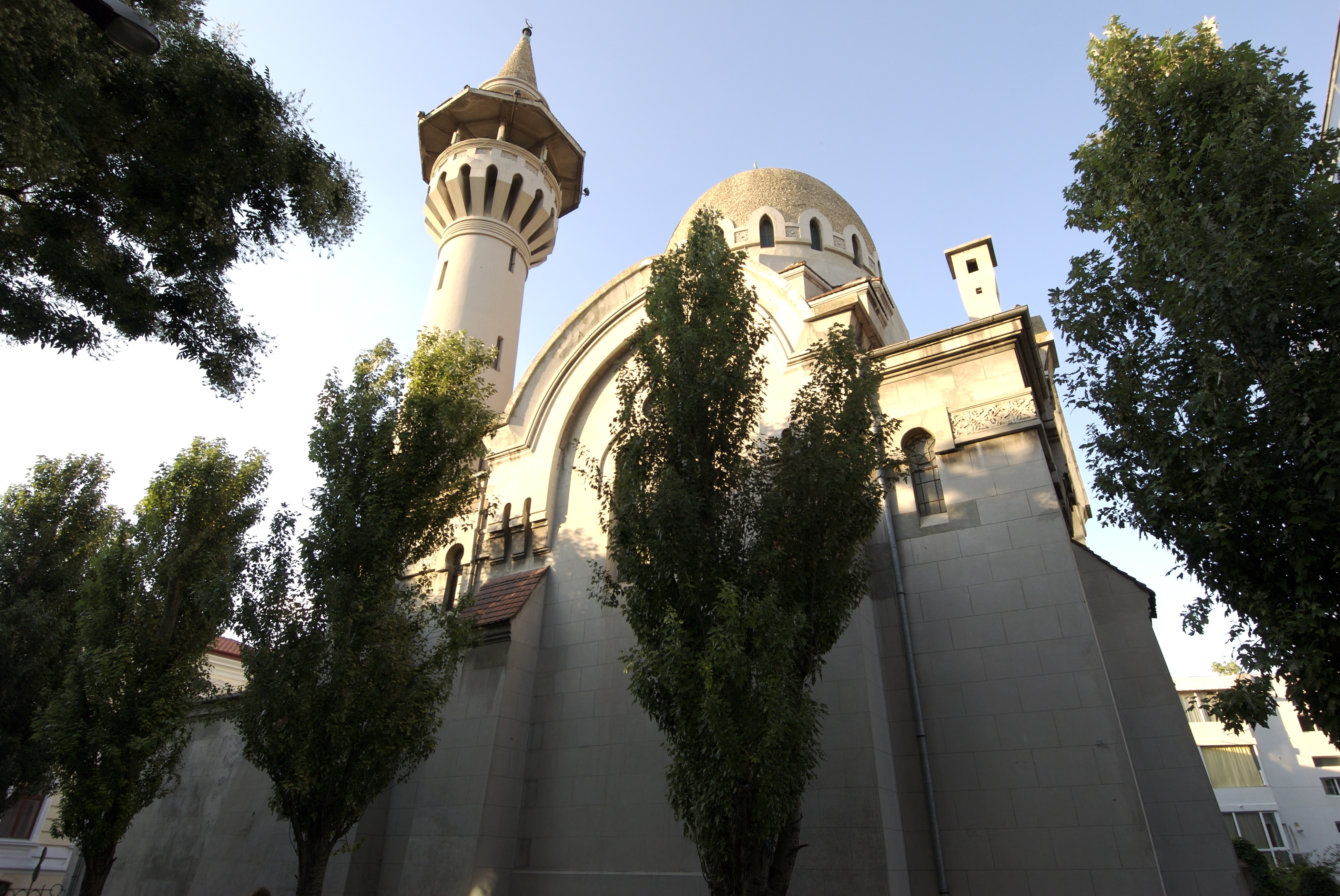
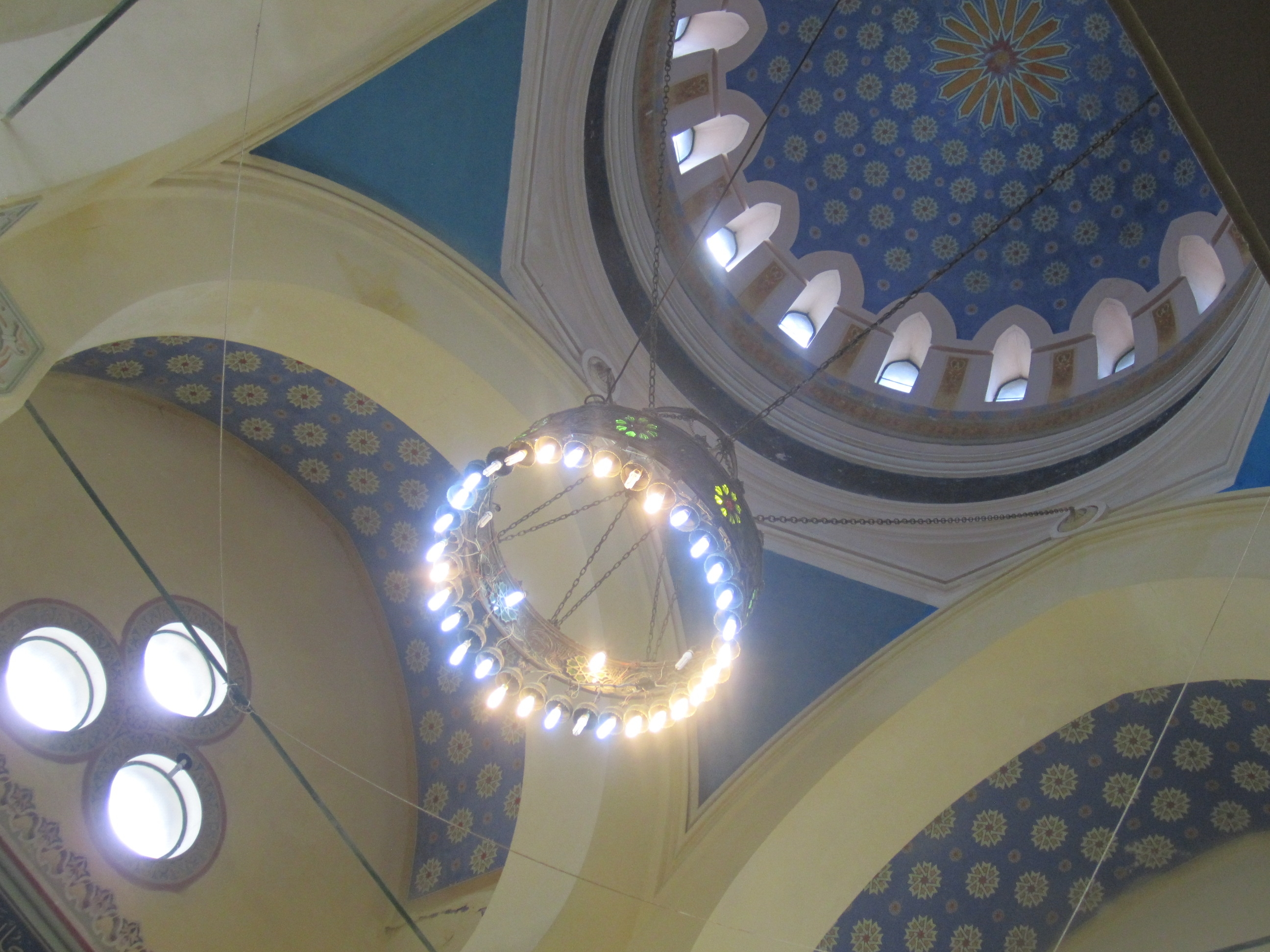